# لوسیو فیلومنو
لوسیو فیلومنو (انگلیسی: Lucio Filomeno؛ زادهٔ ۸ مهٔ ۱۹۸۰) بازیکن فوتبال اهل آرژانتین است.
از باشگاه‌هایی که در آن بازی کرده‌است می‌توان به باشگاه فوتبال پائوک، باشگاه فوتبال بوسان ای‌پارک، باشگاه فوتبال دی‌سی یونایتد، باشگاه فوتبال اینتر میلان، باشگاه فوتبال اودینزه، باشگاه فوتبال آستراس تریپولی، و باشگاه ورزشی سن لورنسو آلماگرو اشاره کرد.